# (23497) 1991 VG4
(23497) 1991 VG4 là một tiểu hành tinh vành đai chính. Nó được phát hiện bởi Atsushi Sugie ở Dynic Astronomical Observatory Nhật Bản, ngày 5 tháng 11 năm 1991.